# Лемке, Крис
Кристофер «Крис» Лемке (англ. Kristopher «Kris» Lemche; род. 23 февраля 1978) — канадский актёр, известен благодаря ролям Рекса в фильме «Одним глазком», Сэма МакДональда в фильме «Оборотень» и Йена МакКинли в фильме «Пункт назначения 3».

## Ранние годы
Крис Лемке родился в Брамптоне, Онтарио. В то время его мать работала учительницей, а отец был владельцем отопительной компании. Он окончил школу искусств Мэйфилд. Его брат, Мэтт Лемке, тоже актёр.

## Кинокарьера
В 17 лет он посетил кастинг по объявлению в газете и получил роль в серии Диснеевсего сериала «Вспомни, что будет». Оставив планы об изучении биохимии в университете, он переехал на Остров Принца Эдуарда, чтобы сниматься на СВС в сериале «Emily of New Moon». Его работа в сериале принесла ему премию Gemini. Он ездил в Дублин, чтобы сниматься в фильмах «Newton: A Tale of Two Isaacs», «Romania for Teen Knight» и «Prague for Joan of Arc». Он появился в «Её звали Никита» и в таких фильмах, как «eXistenZ», «Ginger Snaps» и «Knockaround Guys». В США он появился на Dragnet, снялся в сериале «My Guide to Becoming a Rock Star» и получил второстепенную роль в «Joan of Arcadia», как одного из воплощений Бога. Затем он был замечен на большом экране в «Ginger Snaps», «Пункт назначения 3» и «A Simple Curve». Он появился на шоу CBS «Мыслить как преступник» в эпизоде «Blood Hungry», и в трёх эпизодах «Ghost Whisperer». Лемке снимался также в фильме ужасов Гриндера, режиссёром которого был Ричард Кларк-младший.

## Фильмография
| Год       | Название                                | Роль              | Примечания                                                                   |
| --------- | --------------------------------------- | ----------------- | ---------------------------------------------------------------------------- |
| 1996      | Вспомни, что будет                      | Zed Goldhawk      | Эпизод: «Double Bill»                                                        |
| 1996      | Мурашки                                 | Sticks            | Эпизод: «The Scarecrow Walks at Midnight»                                    |
| 1997      | Newton: A Tale of Two Isaacs            | Humphrey Newton   | TВ-фильм                                                                     |
| 1998      | Другое измерение                        | Rodney Covington  | Эпизод: «The Goody Two-Shoes People»                                         |
| 1998-2000 | Эмили из Молодого Месяца                | Перри Миллер      | 32 эпизода                                                                   |
| 1998-2000 | Её звали Никита                         | Грег Хилинджер    | 5 эпизодов                                                                   |
| 1999      | Teen Knight                             | Peter             |                                                                              |
| 1999      | Экзистенция                             | Noel Dichter      |                                                                              |
| 1999      | Joan of Arc                             | Эмили             | TВ-фильм                                                                     |
| 1999      | Johnny                                  | Шон               |                                                                              |
| 2000      | Twitch City                             | Clinton           | Эпизод: «People Who Don’t Care About Anything» Episode: «The Life of Reilly» |
| 2000      | Оборотень                               | Sam               |                                                                              |
| 2000      | Saint Jude                              | Гейб              |                                                                              |
| 2000      | Children of Fortune                     | Shane Robertson   | TВ-фильм                                                                     |
| 2001      | Bailey’s Mistake                        | Malachy           | TВ-фильм                                                                     |
| 2001      | Вышибалы                                | Декер             |                                                                              |
| 2002      | Одним глазком                           | Рекс              |                                                                              |
| 2002      | My Guide to Becoming a Rock Star        | Лукас Занк        | 5 эпизодов                                                                   |
| 2003      | The Division                            |                   | Эпизод: «Murder.com»                                                         |
| 2003      | L.A. Dragnet                            | Randy Southbrook  | Эпизод: «Sticks and Stones»                                                  |
| 2003-2004 | Новая Жанна д’Арк                       | Милый мальчик Бог | 9 эпизодов                                                                   |
| 2004      | Последнее казино                        | Скотт             | TВ-фильм                                                                     |
| 2005      | A Simple Curve                          | Калеб             |                                                                              |
| 2005      | Мыслить как преступник                  | Эдди Мэйс         | Эпизод: «Blood Hungry»                                                       |
| 2006      | Roundhay Garden Scene 2                 | The Canadian Spy  | Короткометражный                                                             |
| 2006      | Пункт назначения 3                      | Йэн МаКинли       |                                                                              |
| 2006      | Jack Rabbit                             | Дэриен ДэКало     | Короткометражный                                                             |
| 2006      | Свидетель обвинения                     | Патрик            |                                                                              |
| 2007      | Ясновидец                               | Брендон Петерсон  | Эпизод: «Poker? I Barely Know Her»                                           |
| 2007      | The FP                                  | KCDC              | Короткометражный                                                             |
| 2007      | The Day the Dead Weren’t Dead           | Винсент Бэйкер    | Короткометражный                                                             |
| 2007      | Говорящая с призраками                  | Scott the Ghost   | 3 эпизода                                                                    |
| 2008      | 24 часа: Искупление                     | Крис Уитли        | TВ-фильм                                                                     |
| 2008      | Conversation with the Supplicant        | Supplicant        | Короткометражный                                                             |
| 2009      | Rosencrantz and Guildenstern Are Undead | Винс              |                                                                              |
| 2009      | Линия разлома                           |                   |                                                                              |
| 2009      | Морская полиция: Лос-Анджелес           | Toм Смит          | Эпизод: «Random on Purpose»                                                  |
| 2010      | Edgar Floats                            | Tимми/Банни       | TВ-фильм                                                                     |
| 2010      | C.S.I.: Место преступления              | Джой              | Эпизод: «Sgweegel»                                                           |
| 2011      | Green Guys                              | Трэвис Ховард     |                                                                              |
| 2011      | Время                                   | Маркус            |                                                                              |
| 2012      | Alter Egos                              | Fridge            |                                                                              |
| 2012      | The Movie                               |                   |                                                                              |